# Suikinkutsu

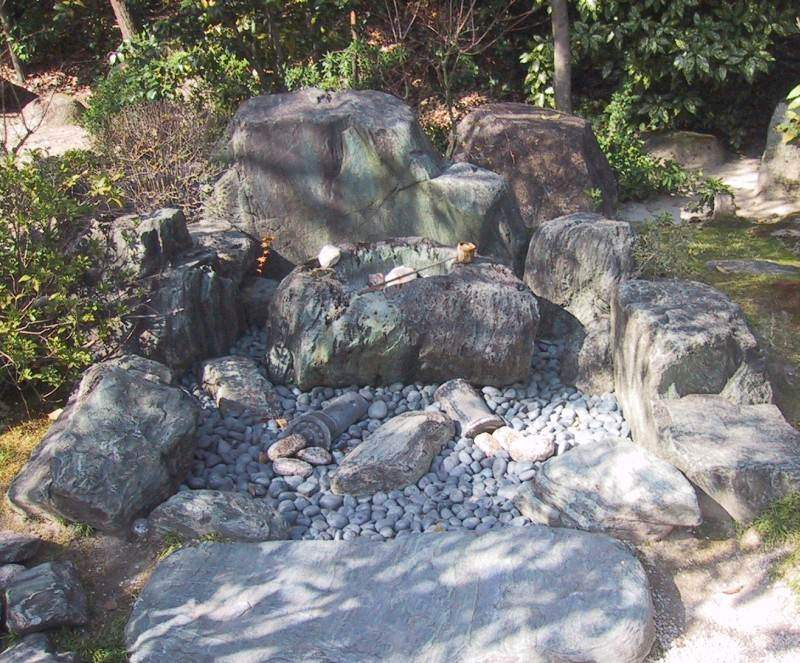
Doppio suikinkutsu al castello di Iwasaki, città di Nisshin, prefettura di Aichi

Il suikinkutsu (in giapponese: 水琴窟, letteralmente "koto d'acqua nella cava") è un tipo di ornamento da giardino e al contempo uno strumento musicale. Consiste in una cavità scavata nella roccia parzialmente riempita d'acqua, con un foro nella parte superiore, tradizionalmente posta a fianco del chozubaki, un bacino usato per lavarsi le mani durante il cerimoniale del tè giapponese. L'acqua che trabocca dal chozubachi gocciola attraverso l'apertura posta a livello del terreno, e cadendo sulla superficie dell'acqua contenuta nella cavità emette un gradevole suono simile a quello di un campanello o di un koto, strumento musicale tipico del Giappone.

## Storia
Storicamente, i suikinkutsu erano noti come tosuimon (in giapponese: 洞水門), ma si vedevano raramente nei giardini giapponesi. È plausibile che agli inizi vicino al bacino per lavarsi venisse seppellito un contenitore capovolto, avente funzioni di drenaggio. I suoni prodotti casualmente da quest'ultimo avrebbero indotto i giardinieri a cercare di migliorarne la qualità, a questo scopo.
A partire dalla metà del periodo Edo (1603-1867) si assiste ad un aumento di popolarità di questi dispositivi e alla nascita del nome suikinkutsu. Nello stesso periodo si sviluppa la costruzione del chozubaki.
Il famoso maestro della cerimonia del tè Kobori Enshu all'epoca aveva un suikinkutsu nel proprio giardino, e fu per questo che gli venne attribuita l'invenzione di tale strumento. Al termine del periodo Edo, la costruzione di nuovi suikinkutsu divenne meno frequente, ma essi divennero nuovamente popolari durante l'Era Meiji(1867-1912).
Nel periodo Shōwa, all'inizio del ventesimo secolo, sia il nome suikinkutsu che il dispositivo stesso erano stati dimenticati, e un'indagine del professor Katsuzo Hirayama presso l'Università di Agricoltura di Tokyo nel 1959 riportò alla luce solamente due suikinkutsu nell'intero Giappone, entrambi ormai inutilizzabili e riempiti di terra. Tuttavia, un giornalista dell'Asahi Shimbun scrisse un articolo sul suikinkutsu nel 1982 chiedendo informazioni sull'argomento ai lettori. Questo comportò la riscoperta di molti suikinkutsu e il susseguirsi di molti articoli al riguardo sulle pagine dell'Asashi Shimbun. Pochi anni dopo, nel 1985, la NHK mandò in onda sulla TV giapponese una trasmissione sui suikinkutsu: questa fu la scintilla che diede origine ad un vero e proprio revival di questa tradizione, e di conseguenza la creazione di molti nuovi suikinkutsu.

## Costruzione con metodi tradizionali
Costruire un suikinkutsu è più difficile di quanto sembri: tutte le componenti devono essere accuratamente accordate tra loro per garantire una buona resa acustica. La parte più importante di un suikinkutsu è la pentola seppellita capovolta sottoterra. Inizialmente erano disponibili le giare usate per immagazzinare riso o acqua. Queste possono essere fatte di ceramica sia smaltata che non smaltata, anche se recentemente sono divenuti disponibili in commercio dei suikinkutsu di metallo.
Le giare non smaltate sono considerate le migliori, perché la superficie ruvida contribuisce alla formazione di gocce d'acqua. L'altezza varia da 30 cm ad 1 m, ed il diametro è tra i 30 cm e i 50 cm. La cavità nella parte alta è larga circa 2 cm.
Una buona giara risuonerà come una campana, quando viene colpita. Questa è la caratteristica fondamentale, per dare vita ad un suikinkutsu che suoni bene. Viceversa, se la giara è incrinata non produrrà un buon suono, proprio come una campana difettosa.

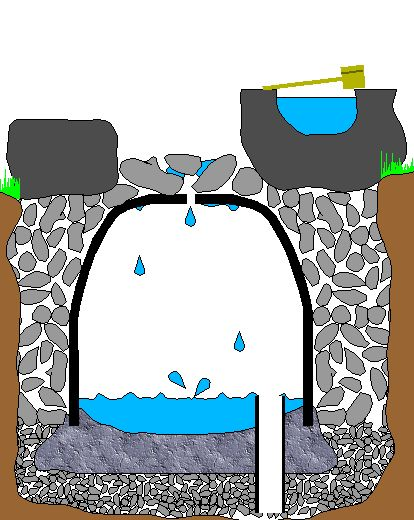
Suikinkutsu in sezione

Il suikinkutsu solitamente poggia sottoterra su un letto di ghiaia. La base posta al di sotto della giara in certi casi viene cementata con della malta, mentre in altri consiste di semplice suolo, come l'argilla. Il tubo di drenaggio garantisce che il livello d'acqua nel suikinkutsu non salga troppo. Talvolta mattonelle di ceramica vengono utilizzate per rivestire i lati del contenitore. Pietre della grandezza di un pugno sono poste al di sopra del suikinkutsu per nascondere totalmente la giara alla vista.
Tradizionalmente i suikinkutsu si trovano sempre a fianco dei bacini chozubaki, utilizzati per lavarsi le mani durante la [cerimonia del tè giapponese]: il suikinkutsu è di norma interrato tra il bacino e la pietra posta a terra di fronte ad esso. Lo stile ed i materiali utilizzati per realizzarlo variano molto, spesso a seconda della località.
Di solito, un'unica giara è seppellita sottoterra di fronte al bacino di pietra. In certi rari casi però si possono trovare due suikinkutsu adiacenti di fronte allo stesso chozubaki: per esempio quelli di fronte al castello di Iwasaki, nella città di Nisshin, prefettura di Aichi, oppure nel campus del Takasaki Art Center College, a Takasaki, prefettura di Gunma, o all'università di Kyōto.
È tuttavia difficile disporre due cavità del diametro circa di 50 cm vicino al chozubaki, lasciando spazio sufficiente per lavarsi le mani in maniera tale che l'acqua goccioli sopra entrambe le aperture.
In questi casi quindi il suono è solitamente dovuto all'acqua versata intenzionalmente nei punti in cui si sa essere interrato il suikinkutsu, e non all'accidentale gocciolìo dovuto all'utilizzo del bacino.
Potrebbero essere realizzabili suikinkutsu composti da più cavità, ma mancano testimonianze in tal senso.

## Variazioni moderne
Esiste un buon numero di varianti moderne, rispetto alla tradizionale costruzione e sistemazione del suikinkutsu. Ecco alcune delle possibilità:
- I moderni suikinkutsu non sono sempre posti vicino ad un chozubaki come vorrebbe la tradizione.
- Un Suikinkutsu può venir costruito in un punto in cui l'incessante fluire dell'acqua dia origine ad un continuo suitekion, preferendolo all'alternarsi di ryusuion e suitekion.
- Esistono in commercio dei suikinkutsu costruiti in metallo.
- Sono stati costruiti dispositivi simili ai suikinkutsu sopra il livello del terreno, per esempio in parti di sculture.
- I suikinkutsu vengono anche progettati ed installati in ambienti chiusi
- Gli esercizi commerciali (quali ristoranti, negozi e uffici) possono amplificare elettronicamente il suono di un suikinkutsu installato al loro esterno o interno, e diffonderlo tramite degli altoparlanti.
- Si può installare una tubatura addizionale per convogliare il suono dall'interno della cavità del suikinkutsu in un altro luogo, per esempio in un ambiente chiuso (una stanza).

## Acustica
Il suono prodotto dal suikinkutsu ha un nome specifico in giapponese: suikinon. Esso si differenzia ulteriormente in due particolari tipi, ryusuion e suitekion. Il primo corrisponde al suono prodotto dalle prime poche gocce d'acqua che cadono dal chozubaki quando si inizia a lavare le mani. Il secondo indica sia il suono prodotto dalla maggior quantità d'acqua che viene sparsa in seguito, sia quello dovuto al lento gocciolìo residuo al termine dell'abluzione.
In un suikinkutsu di qualità superiore le gocce d'acqua provengono da diversi punti sulla superficie della giara. Ciò è vero per quelle non smaltate, che grazie alla superficie ruvida trattengono meglio l'umidità e favoriscono la formazione delle gocce in più punti. La forma della giara è importante in quanto amplifica il suono generato dall'impatto delle gocce sulla superficie. Vicino a certi suikinkutsu si può trovare un tubo di bambù che può essere utilizzato per amplificare ulteriormente il suono: è sufficiente poggiare a terra una delle sue estremità in corrispondenza della cavità del suikinkutsu, ed accostare il tubo all'orecchio.
Si dice che il suono di ogni suikinkutsu sia unico.

## Filosofia
L'idea che sta alla base del suikinkutsu è che lo strumento rimanga nascosto alla vista, e che mentre il visitatore si lava le mani oda inaspettatamente il piacevole suono provenire da sotto di sé. Il gesto di lavarsi le mani potrebbe essere considerato l'equivalente di suonare il suikinkutsu, visto che il suono scaturisce da sottoterra appena dopo aver compiuto tale azione.
Il suono limpido prodotto dalle gocce d'acqua viene descritto come rilassante e distensivo, incantevole e pacificante.

## Varie
Nel 1995 è stato messo in commercio da parte della Victor Records un CD su cui è stato registrato il suono del doppio suikinkutsu del campus del Takasaki Art Center College. Un artista ha anche composto un CD utilizzando suoni di suikinkutsu generati al computer, ed altri musicisti hanno utilizzato il suono di questo particolare strumento nelle loro registrazioni. La musicologa Naoko Tanaka è una ricercatrice esperta nell'ambito dei suikinkutsu.